# Toshiyuki Moriuchi
Toshiyuki Moriuchi (jap. 森内 俊之, Moriuchi Toshiyuki; * 10. Oktober 1970 in Yokohama) ist ein japanischer Shōgi- und Schachspieler. Seine Spielernummer bei der Japan Shōgi Association ist 183. Nach dem fünften Gewinn des Shōgi-Turnieres Meijin (Shōgi) 2007 ist er der achtzehnte ewige Meijin. Er und viele weitere erfolgreiche Spieler gehören zu der sogenannten Generation Habu. Sein Großvater mütterlicherseits ist der ehemalige professionelle Shōgispieler Yukio Kyōsu (京須 行男; 1914–1960).

## Kindheit und Jugend
Moriuchi, der die gleiche Grundschule wie Yoshiharu Habu besuchte, begann in der dritten Klasse mit dem Shōgi. Er lernte das Spiel von seinem Vater. Später begann er, den örtlichen Shogi-Club zu besuchen und machte dort rasch weitere Fortschritte, sodass er etwa ein Jahr später bereits an seinem ersten kleinen Turnier teilnahm. Als Fünftklässler erfolgt der erste Versuch, in die Kansai Kiin aufgenommen zu werden. Nachdem ihm gesagt wurde, dass er noch nicht so weit sei, entwickelte Moriuchi weiteren Ehrgeiz und beschloss, im nächsten Jahr an der Aufnahmeprüfung zum Shoureikai (jap. 奨励会) teilzunehmen.
Seit dem 13. Mai 1987 ist Moriuchi professioneller Shōgispieler der Japan Shōgi Association. Sein Lehrer ist Osamu Katsuura 9-dan und er ist selbst Lehrer von Beni Takemata 1-dan, die mittlerweile nicht mehr professionell spielt.

## Titel
| Titel  | Jahre                    | Anzahl der Titel |
| ------ | ------------------------ | ---------------- |
| Ryu-oh | 2003, 2013               | 2                |
| Meijin | 2002, 2004–2007, 2011–13 | 8                |
| Kioh   | 2006                     | 1                |
| Osho   | 2004                     | 1                |

Ehrentitel: Lebensdauer (Eisen) Meijin.

## Sonstiges
Moriuchi, der neben Shogi auch sehr gut westliches Schach und Backgammon spielt, erlangte im Schach als höchste Elo-Zahl 2331 und belegte 2006, bei der 39. Backgammon-Weltmeisterschaft, den 4. Platz.